# التزود بالوقود

Tatiana B و Florence B ، ناقلتان للتزود بالوقود

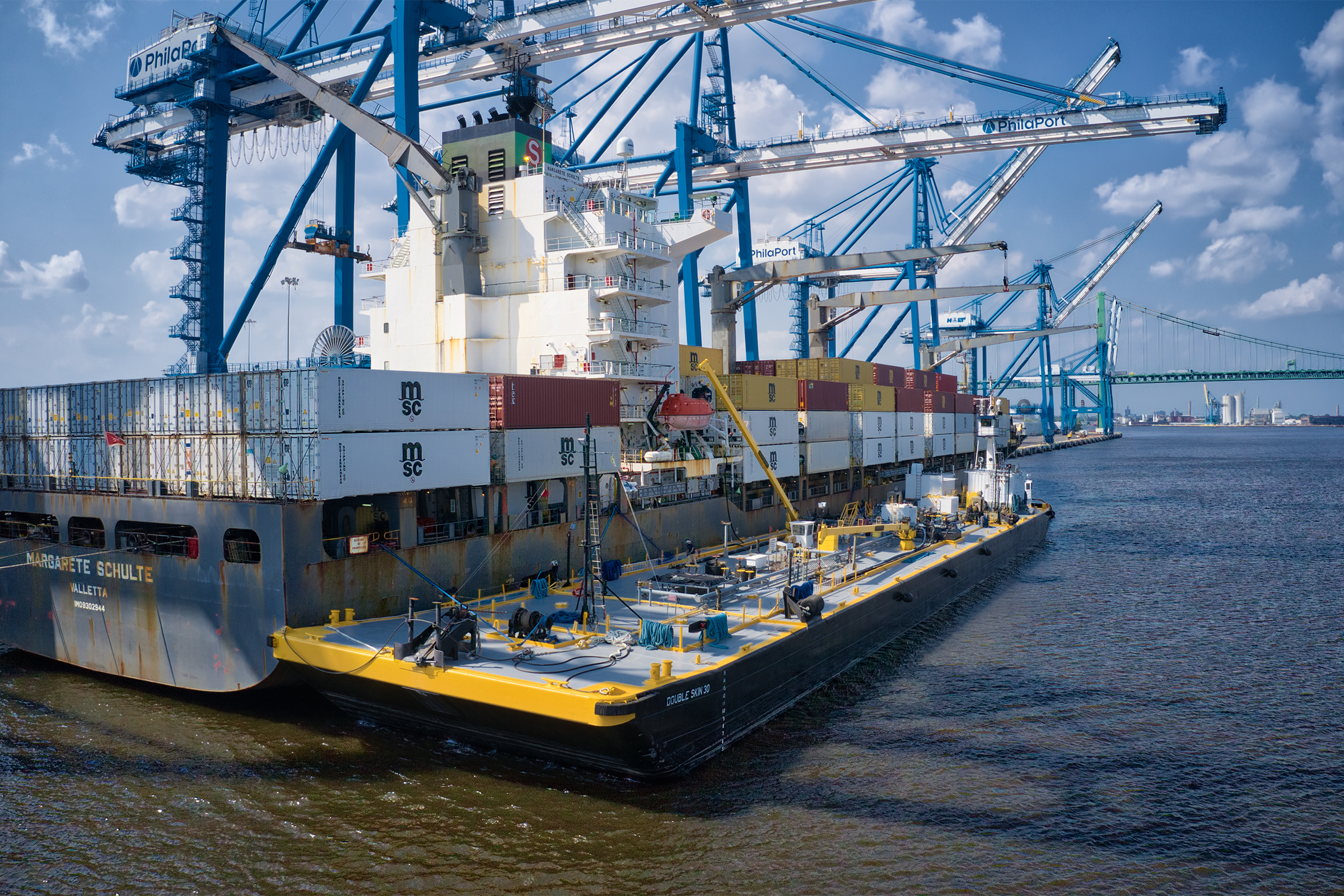
تزود بارجة القبو Double Skin 30 بالوقود سفينة الحاويات Margarete Schulte في فيلادلفيا ، بنسلفانيا.

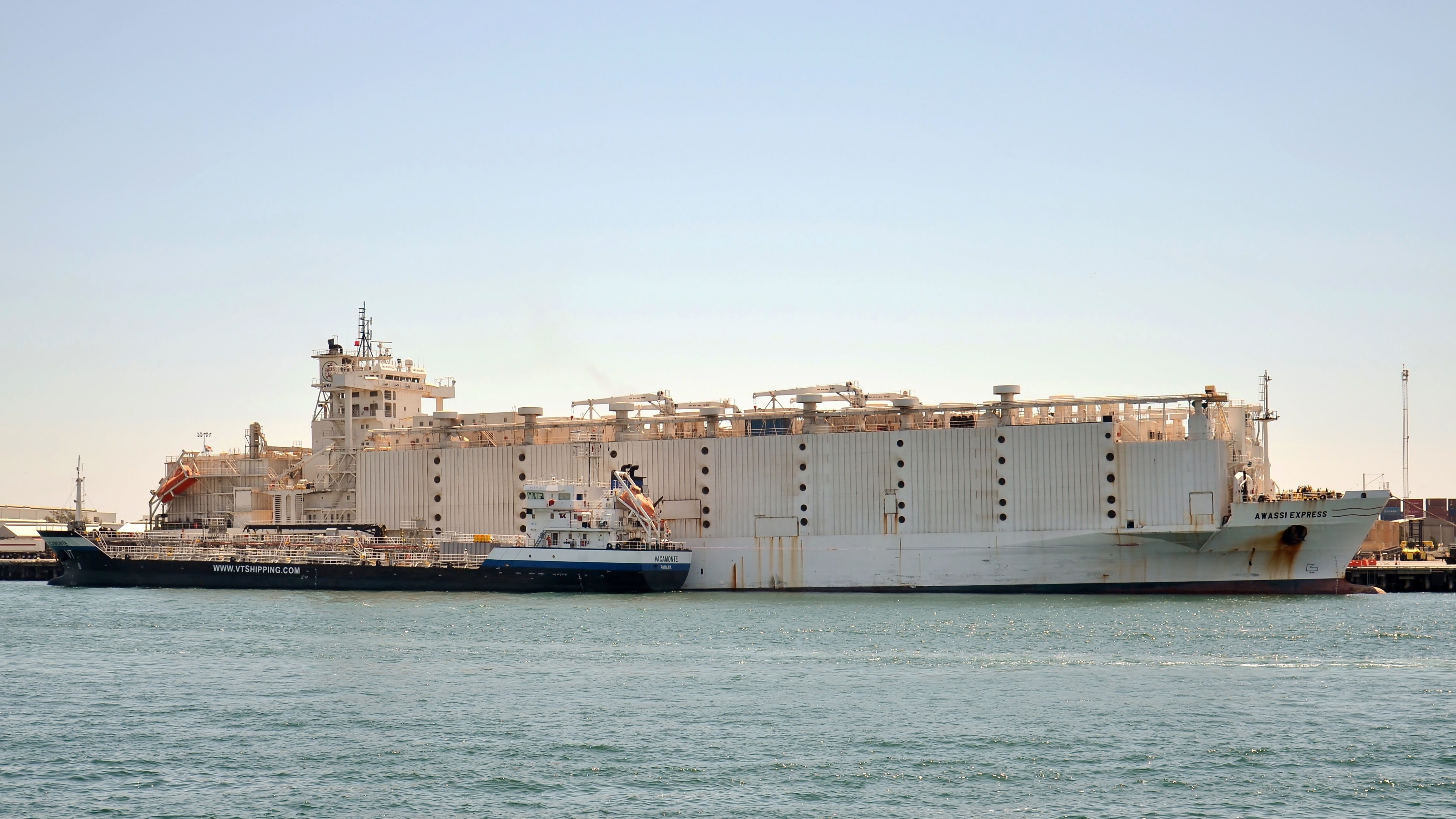
ناقلة مواشي تتلقى الوقود من سفينة محصنة في ميناء فريمانتل ، أستراليا

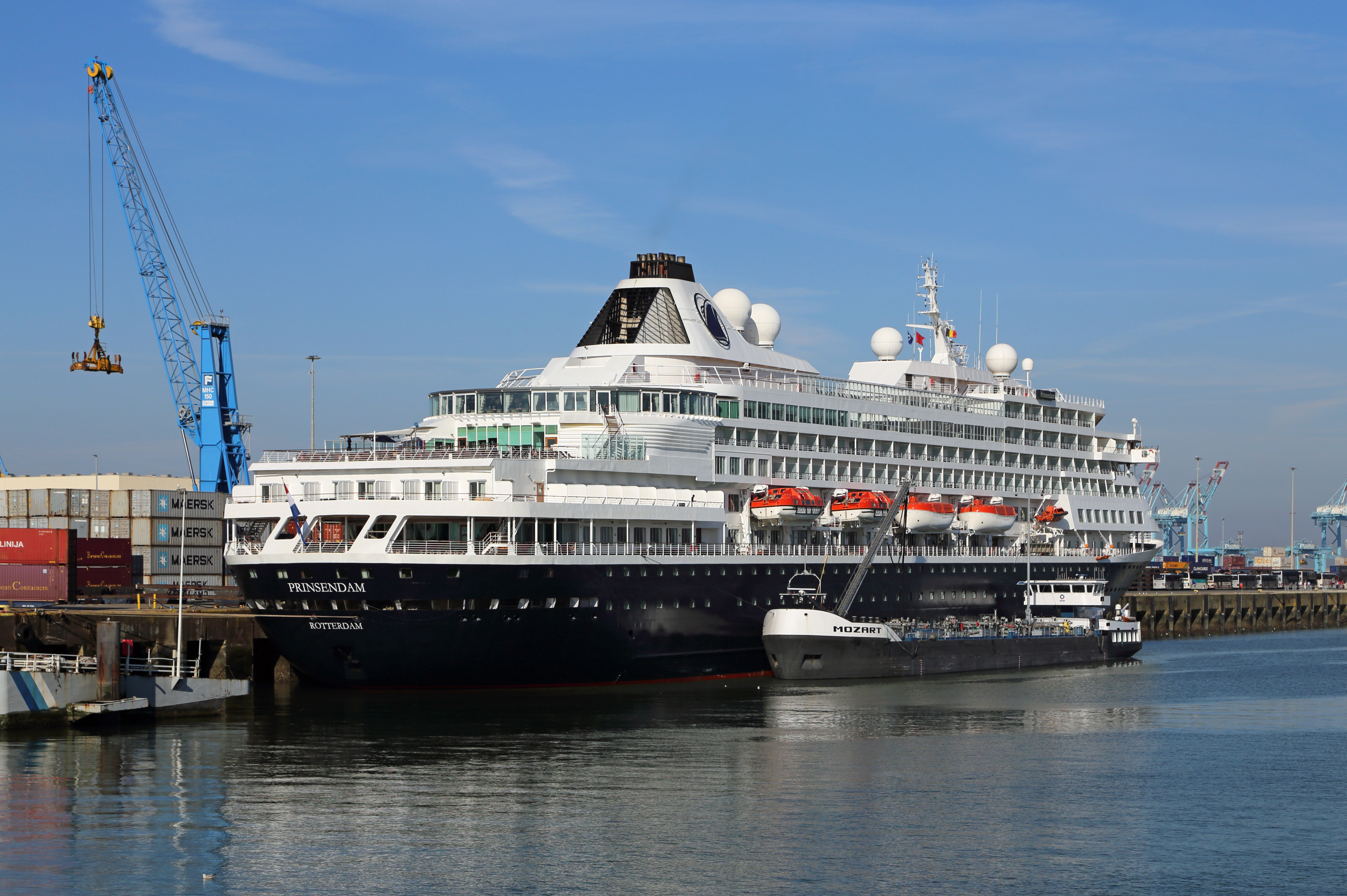
سفينة الرحلات الهولندية Prinsendam تتلقى الوقود من ناقلة الوقود Mozart في ميناء Zeebrugge ، بلجيكا

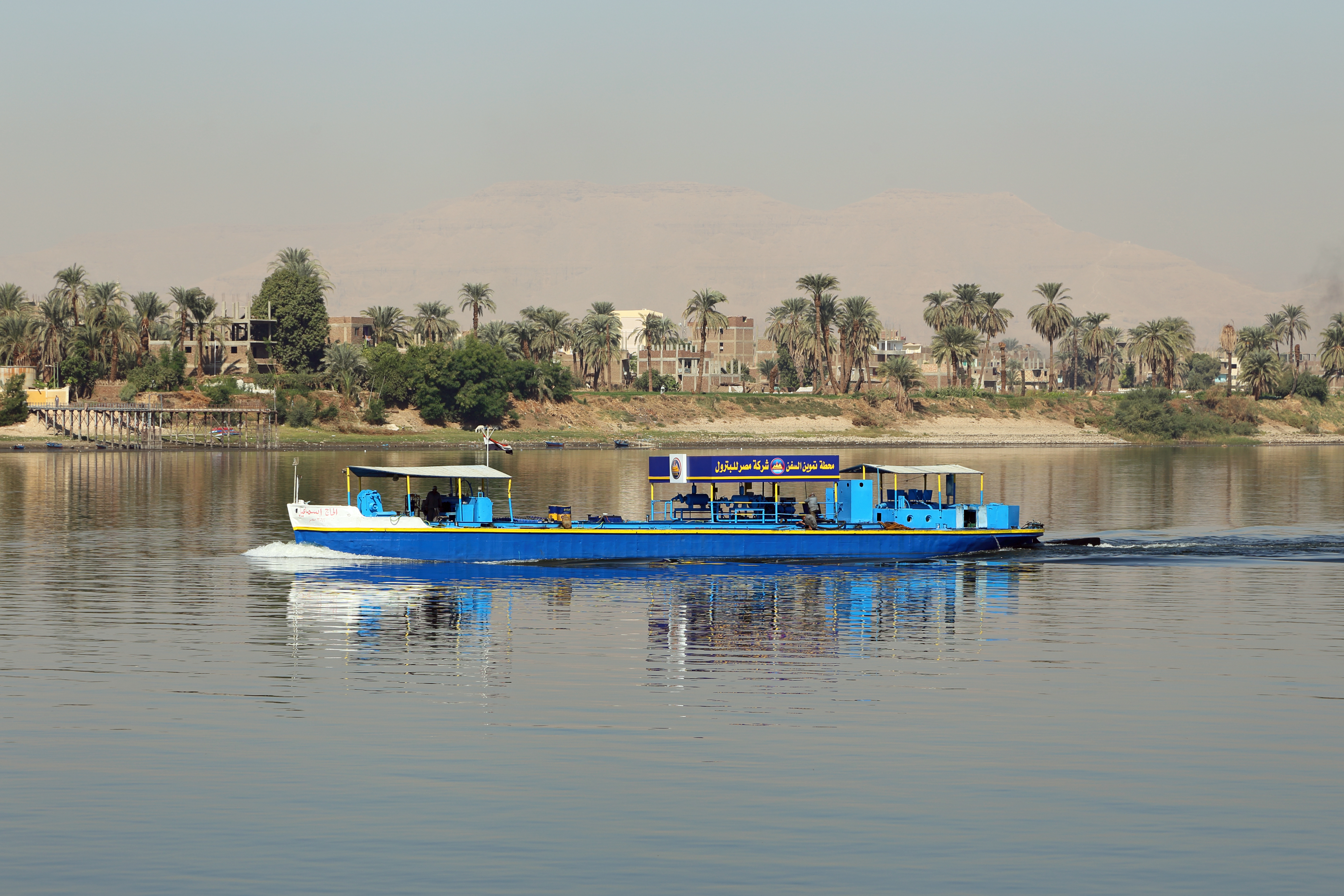
ناقلة وقود على نهر النيل بالقرب من الأقصر ، مصر

التزود بالوقود هو إمداد السفن بالوقود (يُشار إليهِ بخزان الوقود ) ، بما في ذلك أنظمة تحميل ونقل الوقود بين الخزانات المتوفرة على ظهر السفن.  يُطلق على الشخص الذي يتعامل في تجارة نقل الوقود (تاجر تزويد الوقود).
نشأ مصطلح التزود بالوقود في أيام السفن البخارية، عندما كان الفحم يخزن في المخابئ والمخازن.  في الوقت الحاضر، يستعمل مصطلح الخزان بشكل عام على المنتجات البترولية المخزنة في الخزانات، ويمكن التزود بالوقود في عمليات إعادة تزويد السفن بالوقود. تزود السفن بالوقود في الموانئ البحرية ويشمل ذلك عمليات تخزين وتوفير ونقل الوقود في خزانات السفن (خزان وقود السفن). 
تعد سنغافورة حاليًا أكبر ميناء لتزويد السفن بالوقود في العالم. 